# Wellesley (geslacht)

Nederlands geslachtswapen (1815)

Wellesley is een familie die sinds 1815 tot de adel van het Koninkrijk der Nederlanden behoort en na het scheidingsverdrag ook tot de Belgische adel behoort en waarvan het hoofd van de familie de titel prins van Waterloo voert.

## Geschiedenis
De eerst bekende stamvader zou sir Waleran de Wellesley zijn die leefde in de 13e eeuw in Ierland. In 1746 werd een van zijn nakomelingen verheven tot baron van, en een zoon van de laatste tot graaf van Mornington. De afstammeling Arthur Wellesley (1769-1852) werd beroemd als degene die Napoleon Bonaparte versloeg bij de Slag bij Waterloo in 1815. Vervolgens werd hij in 1815 verheven tot Nederlandse prins van Waterloo (bij eerstgeboorte) met het predicaat "zijne doorluchtigheid" (Z.D.). Zijn nakomelingen behoren sindsdien tot de Nederlandse adel en sinds het scheidingsverdrag ook tot de Belgische adel, met het predicaat van jonkheer/jonkvrouw, terwijl het hoofd van de familie de titel van prins van Waterloo voert.

### Jaarlijkse dotatie
Bij de toekenning van de titel van prins van Waterloo in 1815, werd bij wet van 29 september 1815 (Staatsblad n° 48) met terugwerkende kracht ook een jaarlijkse dotatie toegekend van eertijds ongeveer 20.000 gulden. Deze dotatie had betrekking op onroerende goederen (ongeveer 1.083 hectare) die tezamen dat bedrag van circa 20.000 gulden zouden moeten opleveren. Na de afscheiding van België kwam aan die nieuwe staat de verplichting tot dotatie toe. Bij een overeenkomst tussen de Belgische Staat en de 2e prins van Waterloo van 7 juni 1872 werd het kapitaal dat de jaarlijkse betaling van deze rente verzekerde weggelaten. De oppervlakte van de onroerende goederen werd als gevolg van verschillende onteigeningen, teruggebracht tot ongeveer 986 hectare, en de jaarlijkse rente werd gebracht op 81.128 frank. Op 26 januari 1988 werd een overeenkomst afgesloten tussen de Belgische Staat en de 8e prins van Waterloo waarin de laatste definitief en onherroepelijk verzaakte aan deze rente. De Belgische Staat deed tezelfdertijd afstand van zijn recht op terugkeer bij afwezigheid van mannelijke nakomelingen op 25 hectare grond verbonden aan deze dotatie.

### Overige titels
Naast de titel van prins van Waterloo draagt het hoofd van het huis nog andere titels. Zijn bekendste is die van hertog van Wellington. Een andere is de Spaanse titel van hertog van Ciudad Rodrigo en de Portugese van hertog van Vittoria. De vermoedelijke opvolger van de chef van het huis draagt de Portugese titel van markies van Douro en diens zoon de titel van graaf van Mornington.

## Enkele telgen

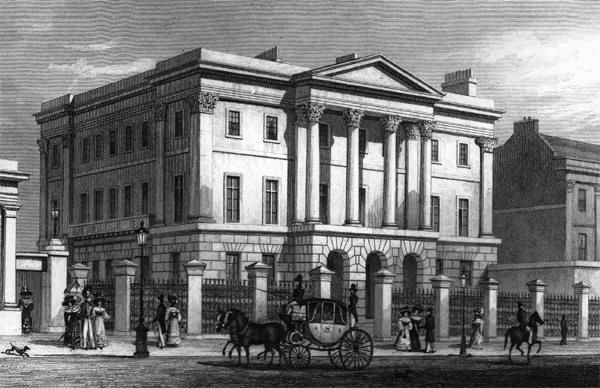
Apsley House in 1829 door TH Shepherd.

Arthur Wellesley, 1e prins van Waterloo (1769-1852), veldmaarschalk en premier van Groot-Brittannië
- Arthur Wellesley (1807-1884), 2e prins van Waterloo, luitenant-generaal
- jhr. Charles Wellesley (1808-1858), majoor-generaal
  - Henry Wellesley, 3e prins van Waterloo (1846-1900), luitenant-kolonel
  - Arthur Wellesley, 4e prins van Waterloo (1849-1934), kolonel-commandant
    - Arthur Wellesley, 5e prins van Waterloo (1876-1941), luitenant
      - Henry Wellesley, 6e prins van Waterloo (1912-1943), kapitein

    - Gerald Wellesley, 7e prins van Waterloo (1885-1972), luitenant-kolonel
      - Arthur Wellesley, 8e prins van Waterloo (1915-2014), kolonel, bewoner van Apsley House
        - Arthur Wellesley, 9e prins van Waterloo, sinds 23 juni 2010:[3] Spaans hertog van Ciudad Rodrigo en Grandeza de España (1945),[4] lid van het Europees Parlement, lid van het Hogerhuis sinds 2015[5]; trouwde in 1977 met Antonia Prinzessin von Preußen (1955), dochter van Friedrich prins van Pruisen (1911-1966), kleinzoon van de Duitse keizer, en Lady Brigid Guinness (1920-1995), dochter van de 2e graaf van Iveagh
          - jhr. Arthur Wellesley, graaf van Mornington (1978)[6]
            - jhr. Arthur Darcy burggraaf Wellesley (2010)[7]

        - jhr. John Wellesley (1954); trouwde in 1977 met jkvr. Corinne Vaes, enig kind van Robert baron Vaes (1919-2000), Belgisch ambassadeur